# Hugorm (band)
Hugorm er en dansk electro-rockgruppe fra Klitmøller. Gruppen blev dannet i 2017 af Simon Kvamm, Morten Gorm og Árni Bergmann.

## Historie
De tre medlemmer mødtes i surfparadiset Klitmøller, hvor de alle havde bopæl. Det musikalske initiativ til Hugorm blev ifølge Simon Kvamm taget af Morten Gorm og Árni Bergmann - den sidste mangeårig lydmand og producer for Kvamms bands, Nephew og De Eneste To. Gorm og Bergmann havde lavet et par instrumentalskitser, som de introducerede for Kvamm.
I et interview til TV2 Nord har Kvamm forklaret, at de alle tre var i en slags midtlivskrise og havde brug for at "lukke noget larm ud" og "ventilere vores frustration over at være midt i livet og kun have udsigt til at dø derude i horisonten". Hjemme i Bergmanns garage var der plads og mulighed, og det blev her, de tre lagde grundstenen til Hugorm.

## Diskografi

### Album
- 2020 – Kom vi flygter
- 2022 – Tro, hug og kærlighed
- 2024 – Drømmehug

### Ep'er
- 2020 – Folk Skal Bare Holde Deres Kæft (24. januar)

### Singler
- 2020 - Bange for mig selv
- 2020 - Der er sket noget (feat. Benjamin hav)
- 2020 - Pottemanden
- 2021 - Træmand (Remixes)
- 2021 - Rejsdigop Sætdigned (13. august)
- 2022 - Mig & Frank (feat. Frank Hvam) (18. februar)
- 2022 - Himmeljuice (27. maj)
- 2022 - Flyt dig lige (15. juli)
- 2022 - Fuglene (26. august)[4]
- 2024 - Sådan er det (16. februar)
- 2024 - Høj Sol (en hånd på rattet) (12. april)
- 2024 - Flaskehalsen Peger På Hvad Flaskehalsen Peger På (24. maj)